# Antoni Golachowski
Antoni Michał Golachowski – polski inżynier, dr hab. nauk rolniczych, profesor zwyczajny Katedry Technologii Rolnej i Przechowalnictwa Wydziału Biotechnologii i Nauk o Żywności Uniwersytetu Przyrodniczego we Wrocławiu.

## Życiorys
Obronił pracę doktorską, 30 września 1996 habilitował się na podstawie pracy zatytułowanej Wpływ warunków przechowywania surowca i półproduktów krochmalniczych na właściwości skrobi. 12 czerwca 2002 nadano mu tytuł profesora w zakresie nauk rolniczych. Został zatrudniony na stanowisku profesora zwyczajnego w Katedrze Technologii Rolnej i Przechowalnictwa na Wydziale Biotechnologii i Nauk o Żywności Uniwersytetu Przyrodniczego we Wrocławiu.
Piastuje funkcję członka Komitetu Nauk o Żywności i Żywieniu Polskiej Akademii Nauk, oraz był dziekanem Wydziału Nauk o Żywności Uniwersytetu Przyrodniczego we Wrocławiu.